# Norops johnmeyeri
Norops johnmeyeri är en ödleart som beskrevs av  Wilson och MCCRANIE 1982. Norops johnmeyeri ingår i släktet Norops och familjen Polychrotidae. Inga underarter finns listade i Catalogue of Life.